# Cavalier King Charles Spaniel
A Cavalier King Charles Spaniel[Nota] é uma pequena raça canina oriunda do Reino Unido. São descendentes dos cães de companhia criados desde o tempo dos reis da dinastia Stuart.
O Cavalier King Charles Spaniel cativa pelo seu olhar carinhoso e seu jeito calmo de ser. É um cão ideal para toda a família, adora crianças, idosos e é muito tolerante.

## História
Na Europa do século XVII, existiram cães conhecidos como "spaniels consoladores" – prováveis descendentes da cruza entre spaniels de porte pequeno e os cães trazidos do Oriente – que foram o ponto de partida para o desenvolvimento da raça Cavalier. Os spaniels consoladores tinham a função de atrair pulgas de seus tutores, além de aquecer seus pés e colos, como são representados em diversas pinturas da época.
Esses spaniels pequenos tornaram-se muito populares, pois agradavam a muitas famílias com seu jeito afetuoso e apegado. O rei Charles II era um enorme apreciador da raça (explicando o "King Charles" em seu nome), emitindo decretos autorizando a entrada dos Cavaliers em lugares públicos e tendo sido até mesmo acusado de ignorar deveres do Estado por causa dos cãezinhos. Com a morte do rei, o Duque de Marlborough tomou frente da raça e nomeou sua cor preferida, o vermelho e branco, com o nome de seu palácio: Blenheim.
Os amantes do cão se mantiveram, mas, em 1900, os de focinho mais curto tornaram-se a preferência, enquanto os que ainda lembravam a raça foram inferiorizados. Entretanto, quando Roswell Eldridge, um americano milionário, foi a Inglaterra e ofereceu um prêmio em dinheiro para quem tivesse os Cavaliers King Charles Spaniel de focinho longo, criadores iniciaram a busca pelo padrão que mais lembrava o antigo.
Já na América, o reconhecimento pelo American Kennel Club (AKC) ocorreu somente em 1996, depois de muita insistência de tutores da raça, mas isso não necessariamente trouxe tanta popularidade para ela nos dias de hoje.

## Temperamento
O Cavalier King Charles Spaniel é um cachorro alegre, amigável, afetuoso, brincalhão e agressividade é algo que desconhece completamente. Por isso mesmo, é um animal de estimação que se dá bem com crianças (mesmo as pequenas), já que não costuma reagir a suas brincadeiras brutas, por mais que elas não devam ser realizadas e a orientação da criança deva ser feita desde o início. O Cavalier tem energia moderada, de forma que irá ter disposição para brincar no quintal com as crianças da família ao mesmo tempo que irá amar fazer companhia para idosos o dia inteiro em seus colos ou seus pés, acompanhando-os em qualquer cômodo que eles forem.
A chegada de estranhos pode ser anunciada, mas esses serão recebidos de forma amistosa e bem-humorada. A raça se dá bem com outros cães – por mais que prefiram a presença humana – e, em geral, com outros animais também. Em alguns casos, certos animais pequenos (como roedores ou pequenos pássaros) podem reavivar seu instinto de caça, por isso deve ser socializado desde sempre com todos os tipos de seres para o cão aprender a ser amigo deles, como qualquer outro cachorro.
O Cavalier é uma das raças mais apegadas ao(s) tutor(es) e ama a presença humana. Sendo assim, irá sofrer se deixado sozinho, precisando de companhia constante. Deve ser ensinada a ficar sozinha, entretanto não pode ficar por muito tempo.
Seu adestramento não é dos mais fáceis, mas está longe de ser impossível. No ranking de inteligência canina criado por Stanley Corey no livro A Inteligência dos Cães, a raça se encontra na 44ª posição entre 133 raças distribuídas em 79 posições. Seu desejo de agradar o tutor vai impulsionar o aprendizado, todavia, serão necessárias cerca de 15 a 20 repetições do comando para o cão começar a demonstrar entendimento sobre ele e 25 a 40 para o obedecerem razoavelmente. Para fixá-lo, o ideal são mais algumas repetições e que o comando seja relembrado com frequência. Além disso, respondem-no na primeira vez que solicitado em 50% dos casos. Com um método de adestramento adequado, paciência e amor o treinamento terá mais sucesso.

## Aparência
De acordo com o padrão oficial da raça, descrito pela Confederação Brasileira de Cinofilia (CBKC), existem características físicas que determinam a veracidade do cão. Entre as que constam no documento, podem ser citadas que o crânio da raça é quase plano entre as orelhas; o stop é pouco marcado; a trufa é sempre completamente preta; o focinho tem o comprimento de aproximadamente 3,8 cm; a mordedura é do tipo tesoura; seus olhos são grandes, escuros, redondos, afastados e não são proeminentes; as orelhas são longas, com abundantes franjas e de inserção alta; a cauda é proporcional ao corpo e portada alta – mas não acima do dorso e as patas são compactas e bem franjadas. Em relação ao tamanho, a altura não consta, mas o peso varia de 5,4 a 8 kg.
Sobre a pelagem, seu pelo é longo e sedoso, podendo ter leves ondulações (porém nunca cacheando) e o cão apresenta muitas franjas. Já suas cores, podem ser de quatro variações:
- Blenheim - pelagem de fundo branco pérola com manchas castanho vivo
- Rubi - pelagem completamente vermelha intenso
- Preto e castanho - pelagem preta com marcações castanhas acima dos olhos, nas faces, por dentro das orelhas, no peito, nos membros e sob a cauda
- Tricolor - pelagem branca com manchas pretas e marcações castanhas acima dos olhos, na face, por dentro das orelhas, na parte interna dos membros e sob a cauda

## Cuidados
Para manter um Cavalier saudável, serão necessárias a escovação do pelo em dias intercalados, escovação dos dentes todos os dias ou em dias intercalados – já que se trata de uma raça que tem a boca muita pequena, e, assim, tem tendência a problemas bucais, como o tártaro –, corte das unhas quando necessário, limpeza das orelhas com produto específico para o procedimento semanalmente e banhos quinzenais ou mensais. Além disso, uma alimentação equilibrada com alimentos de qualidade e atenção especial para a umidade nas orelhas, que são muito grandes e ficam abafadas, sendo propensas a otite.
Sobre a tosa na raça, é precisa apenas a tosa higiênica entre as almofadas da pata, para evitar que o cão derrape no piso e desenvolva luxação de patela com o tempo, e nas regiões intímas.
Um passeio de 20 minutos é suficiente. O estímulo mental com enriquecimento ambiental pode ser feito cerca de três vezes por semana. A necessidade de exercícios – considerando passeios e brincadeiras – do Cavalier King Charles Spaniel é moderada.

## Na mídia
Nas histórias em quadrinho da Turma da Monica da Mauricio de Sousa Produções, o animal de estimação da personagem principal da franquia, a Mônica, tem o nome de Monicão e é um cãozinho da raça Cavalier King Charles Spaniel de pelagem marrom.